# Haimen
Die Stadt Haimen (chinesisch 海門市 / 海门市, Pinyin Hǎimén Shì) ist eine kreisfreie Stadt der bezirksfreien Stadt Nantong in der chinesischen Provinz Jiangsu. Sie hat eine Fläche von 1148 km² und zählt 991,782 Einwohner (Stand: Zensus 2021).